# 山内宏 (銀行家)
山内 宏（やまうち ひろし、1927年5月7日 - 2011年11月22日）は、日本の経営者、銀行家。北海道拓殖銀行頭取を務めた。樺太出身。

## 経歴
1952年に北海道大学法経済学部を卒業し、同年に北海道拓殖銀行に入行。1978年12月に取締役に就任し、1982年6月に常務、1985年7月に専務を経て、1986年4月に副頭取に就任し、1989年4月に頭取に昇格。1994年4月に退任した。
その後、北海道拓殖銀行の経営破綻に伴い、後任の同行頭取である河谷禎昌と融資先のソフィアグループ社長とともに商法上の特別背任で逮捕・起訴された。2003年（平成15年）2月27日、札幌地方裁判所（小池勝雅裁判長）は山内を含む全員を無罪とする一審判決を言い渡したが、その後の控訴審となる札幌高等裁判所（長島孝太郎裁判長）は、2006年（平成18年）8月31日、全員に対して一転して一審判決を破棄し有罪とし、山内に懲役2年6月の実刑を言い渡した。上告審となった最高裁判所第三小法廷（那須弘平裁判長）は、2009年（平成21年）11月9日、被告人側の上告を棄却、二審判決が確定した。
しかし山内はその後に体調が悪化し入院しており、健康状態と高齢を理由に刑事訴訟法における刑の執行停止を申し立てて、2011年11月に刑の執行停止が決定したが、同年11月22日、肺がんのため、札幌市内の病院で死去した。84歳没。